# Κ́
Cette page contient des caractères spéciaux ou non latins. S’ils s’affichent mal (▯, ?, etc.), consultez la page d’aide Unicode.
Le kappa tonos, κ́, est une lettre grecque additionnelle utilisée par certains auteurs dans l’écriture du grec chypriote.

## Utilisation
En grec chypriote, le kappa tonos ‹ κ́ › est utilisé pour représenter une consonne affriquée alvéolo-palatale voisée [tɕ],.

## Représentations informatiques
Le kappa tonos peut être représente avec les caractères Unicode suivants (grec et copte, diacritiques):
| formes    | représentations | chaînes de caractères | points de code | descriptions                                     |
| --------- | --------------- | --------------------- | -------------- | ------------------------------------------------ |
| capitale  | Κ́               | Κ◌́                    | U+039A U+0301  | lettre majuscule grecque kappa diacritique tonos |
| minuscule | κ́               | κ◌́                    | U+03BA U+0301  | lettre minuscule grecque kappa diacritique tonos |